# 林進 (1992年)
林進（1992年10月14日—），香港本土派組織天水連線成員，前元朗區議會（瑞華）議員，於2019年香港區議會選舉以1691票之差擊敗原任獨立建制派議員周永勤。

## 早年生涯
林進中學時期就讀天水圍官立中學，曾擔任學生會會長(2009-10年度)，後升讀香港科技大學，大學時期曾任香港科技大學學生會評議會委員、財委會委員、科大宿生會副主席，並且是「科大行動」成員。畢業於香港科技大學電子工程系學士。
林於從政之前曾於銀行任職，自言因反國教而獲得政治啟蒙。

## 選舉
林進其後參與2019年香港區議會選舉，挑戰時任議員，前自由黨成員周永勤，最終以3,955票擊敗得2,264票的周，及只得528票、被指與何君堯關係密切的黃子毅。
於香港理工大學衝突期間，林進當日一度爬上行人天橋上蓋聲援，後在警員要求下返回地面，隨即被捕。
林進於2020年香港立法會選舉民主派初選中代表天水連線，以伍健偉名單第二位參選，最終名單於新界西選區獲得逾2萬票，以第四名出線，伍健偉其後報名參選2020年香港立法會選舉。

## 當選後工作及事件

### 觀察2019年除夕天水圍銀座自發倒數活動被搜身
林進得知凌晨有市民於天水圍銀座舉行自發倒數活動，和「天水連線」5名成員前往觀察情況，但反被多名警員上前圍住並截查他，又沒有任何原因下便沒收其手機，又恐嚇林進「你玩嘢吖嘛，我就帶你返警署，慢慢搜身，慢慢陪你玩」。直至在警署才交回電話予他。林進指自己當時只是行過，手無寸鐵，亦未戴上口罩。

### 非官方宣誓儀式被騷擾
於2020年1月1日，包括林進在內的14名民主派區議員舉行宣誓儀式，向市民承諾履行區議員職責。有關儀式並非法定，但有關區議員指自身獲得勝利，建基於香港人付岀之上，故在上任首日作宣誓。但儀式期間，一名大媽突然亂入，並向區議員舉起「買餸車」，打斷宣誓儀式，意圖襲擊，及後更拍打傳媒手機、攝錄機及相機，引起混亂。

### 遊行要求徹查元朗襲擊事件被拘捕
2020年7月19日, 林在內的多名元朗區議員在計劃襲擊事件事發地點遊行前往元朗警署，要求警方徹查事件真相，尤其是有關「警黑勾結」的嫌疑。雖然因應政府近日再度修緊防疫措施，遊行隊伍已經根據限聚令改為每4人為一隊以免被票控，但是大批防暴警察依然多次截查遊行隊伍。其中，警方更以涉嫌組織未經批准集結的罪名，把林及其天水連線的黨友伍健偉、侯文健和關俊笙拘捕。4人在被拘留24小時後終獲釋，直指警方是因近日有傳媒揭發更多7-21襲擊涉嫌警黑合謀的證據，質疑其今次拘捕行動是報復。
2021年5月7日，林進及伍健偉在屯門裁判法院被改控「組織受禁群組聚集罪」，兩人認罪判罰款1萬元。

### 指會宣誓效忠特區和基本法但最後辭任
2021年5月11日，林進在Facebook發文，指自己決定遵從即將通過的區議員宣誓條例宣誓，堅守每一個可能性，相信香港總會有黎明到來的一刻。2021年7月8日，林決定辭任區議員。

## 資料來源
1. ↑  2019-07-12. . www.facebook.com.   [2020-01-02]. （原始内容存档于2020-08-26）.
2. ↑  121625551334730. . 壹週刊.   [2020-01-02]. （原始内容存档于2020-08-10）.
3. 1 2  . dce2019.appledaily.com.   [2020-01-02]. （原始内容存档于2020-01-02） （中文）.
4. 1 2  . 明報新聞網 - 每日明報 daily news.   [2020-01-02]. （原始内容存档于2020-01-02） （中文（繁體））.
5. 1 2  . Apple Daily 蘋果日報.   [2020-01-02]. （原始内容存档于2020-01-02）.
6. ↑  湯惠芸. .   [2020-07-22]. （原始内容存档于2020-08-17）.
7. ↑  . 立場新聞.   [2021-05-07]. （原始内容存档于2021-05-07）.
8. ↑  . 立場新聞.   [2021-05-11]. （原始内容存档于2021-05-11）.
9. ↑  . on.cc. 2021-07-08  [2021-07-10]. （原始内容存档于2021-07-09）.